# گمینا واپشه نگژنه
گمینا واپشه نگژنه (به لهستانی:  Gmina Łapsze Niżne) یک گمینا در لهستان است که در شهرستان نوو تارگ واقع شده‌است. گمینا واپشه نگژنه ۱۲۴٫۷۹ کیلومتر مربع مساحت و ۸٬۷۸۵ نفر جمعیت دارد.